# 斯特凡·庫貝克
斯特凡·庫貝克（Stefan Koubek，1977年1月2日—），是一位奧地利職業網球運動員。於1994年轉為職業選手。
他的單打最高世界排名是第20位。他已贏得過3個ATP巡迴賽冠軍頭銜，另外在大滿貫最佳戰績在2002年澳洲網球公開賽打進八強。

## ATP巡迴賽冠軍 (3)
- 1998 (1) - 亞特蘭大
- 2000 (1) - Delray Beach
- 2002 (1) - 杜哈

## ATP巡迴賽亞軍 (3)
- 1999 (1) - Bournemouth
- 2006 (1) - 札格雷布
- 2007 (1) - 清奈

## 外部連結
- 斯特凡·庫貝克（英文/西班牙文）的官方資料
- 斯特凡·庫貝克的國際網球總會 職業／青少年 官方資料（英文）
- 斯特凡·庫貝克的官方資料（英文）